# Hermann Rentzsch (Politiker)

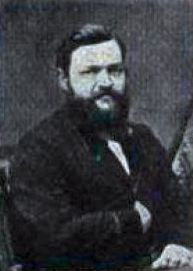
Hermann Rentzsch

Heinrich Hermann Rentzsch (* 9. Oktober 1832 in Daubnitz; † 23. Februar 1917 in Blasewitz) war ein deutscher industrieller Verbandsvertreter und Abgeordneter.

## Leben
Rentzsch studierte in Leipzig von 1855 bis 1858 Naturwissenschaften und Nationalökonomie. Er promovierte zum Dr. phil. Im Winter 1855/56 wurde er Mitglied der Leipziger Universitäts-Sängerschaft zu St. Pauli (heute Deutsche Sängerschaft). Zwischen 1859 und 1862 war er Oberlehrer einer Realschule in Dresden sowie Redakteur für Volkswirtschaft bei der sächsischen Konstitutionellen Zeitung. Seit 1862 arbeitete er als Sekretär der Handels- und Gewerbekammer in Dresden. 
Der II. Kammer des Sächsischen Landtags gehörte er von 1868 bis 1873 an. Er war stellvertretender Abgeordneter des Landtagsausschusses zur Verwaltung der Staatsschulden. Mitglied des Reichstages war er von 1878 bis 1881. Dort vertrat er den Wahlkreis Sachsen 1 (Zittau). Er gehörte den Nationalliberalen beziehungsweise der Liberalen Vereinigung an. 
Nach einer kurzen Zeit bei der sächsischen Eisenbahnbaugesellschaft wurde er Geschäftsführer des Vereins Deutscher Eisen- und Stahlindustrieller. Diese Position behielt er bis 1892. Vertretungsweise übernahm er 1876 bis 1877 auch das Generalsekretariat des Deutschen Handelstages und des Centralvereins für Hebung der deutschen Fluss- und Kanalschifffahrt. Rentzsch gehörte zu den Initiatoren und Mitbegründern des Centralverbandes Deutscher Industrieller. Zwischen 1885 und 1900 war er Geschäftsführer des Vereins deutscher Schiffswerften. Er veröffentlichte mehrere meist volkswirtschaftliche Schriften.

## Schriften (Auswahl)
- Der Wald im Haushalt der Natur und der Volkswirtschaft (gekrönte Preisschrift)
- Gewerbefreiheit und Freizügigkeit, Dresden 1864
- Staats- und Volkswirtschaft, Leipzig, 1864
- Herausgeber: Handwörterbuch der Volkswirtschaftslehre, Leipzig 1863–1865